# Delavays Liguster
Delavays Liguster (Ligustrum delavayanum) ist ein Strauch aus der Familie der Ölbaumgewächse. Sein Verbreitungsgebiet liegt in Myanmar und China.

## Beschreibung
Delavays Liguster ist ein immergrüner, 1 bis 4 Meter hoher, breit verzweigter Strauch mit kahlen oder fein behaarten Trieben. Die Blätter haben einen 1 bis 5, selten bis 10 Millimeter langen Blattstiel. Die Blattspreite ist einfach, 1 bis 4 Zentimeter lang und 0,6 bis 2 Zentimeter breit, eiförmig, elliptisch oder länglich eiförmig, spitz mit breit keilförmiger bis abgerundeter Basis. Die Blattoberseite ist dunkelgrün und manchmal etwas am Mittelnerv behaart, die Unterseite ist heller als die Oberseite. Es werden zwei bis sechs Nervenpaare gebildet.
Die Blüten stehen zu 100 bis 250 in 3 bis 5 Zentimeter langen, behaarten, walzenförmigen und an der Basis beblätterten Rispen. Die rein weißen Einzelblüten haben einen etwa 1 Millimeter breiten Kelch und eine 4 bis 7,5 Millimeter breite Blütenkrone mit einer 5 Millimeter langen Kronröhre. Die Staubblätter reichen nicht aus der Blütenkrone heraus, die Staubbeutel sind 1,5 bis 2 Millimeter lang und violett. Die Früchte sind kugelige oder elliptische, 5 bis 9 selten 11 Millimeter lange und 4 bis 7 selten 8 Millimeter breite, schwarze, beerenartige Steinfrüchte. Die Art blüht von Mai bis Juli, die Früchte reifen von Juli bis Dezember.
Die Chromosomenzahl beträgt {\displaystyle 2n=46}.

## Verbreitung und Ökologie
Das natürliche Verbreitungsgebiet liegt im Norden Myanmars und in den chinesischen Provinzen Guizhou, Hubei, Sichuan und Yunnan. Dort wächst die Art in Dickichten und Hecken in 500 bis 3700 Metern Höhe auf trockenen bis frischen, schwach sauren bis stark alkalischen, sandig- oder lehmig-humosen, mäßig nährstoffreichen Böden an sonnigen bis lichtschattigen, sommerkühlen Standorten. Die Art ist meist frosthart.

## Systematik und Forschungsgeschichte
Delavays Liguster (Ligustrum delavayanum) ist eine Art aus der Gattung der Liguster (Ligustrum) in der Familie der Ölbaumgewächse (Oleaceae), Tribus Oleeae. Die Art wurde von Paul Auguste Hariot im Jahr 1900 erstbeschrieben. Synonyme der Art sind Ligustrum ionandrum Diels und Ligustrum prattii Koehne.

## Verwendung
Delavays Liguster wird selten als Kübelpflanze kultiviert.

## Nachweise